# Barossa Reservoir
Barossa Reservoir är en reservoar i Australien. Den ligger i delstaten South Australia, omkring 38 kilometer nordost om delstatshuvudstaden Adelaide. Barossa Reservoir ligger 223 meter över havet. Arean är 0,46 kvadratkilometer. Den sträcker sig 1,6 kilometer i nord-sydlig riktning, och 1,1 kilometer i öst-västlig riktning.
I omgivningarna runt Barossa Reservoir växer huvudsakligen savannskog. Runt Barossa Reservoir är det glesbefolkat, med 17 invånare per kvadratkilometer. Genomsnittlig årsnederbörd är 593 millimeter. Den regnigaste månaden är juli, med i genomsnitt 95 mm nederbörd, och den torraste är december, med 13 mm nederbörd.